# Liste des routes d'État au Texas
Les routes d'État au Texas sont entretenues par le Texas Department of Transportation (TxDOT). En plus des routes d'État, le Texas compte des routes farm-to-market, une sorte de réseau de routes secondaires.

## Liste des routes d'État
| Numéro       | Longueur (mi) | Longueur (km) | Terminus sud / ouest                                                             | Terminus nord / est                                          | Créée    | Notes                                                                        |
| ------------ | ------------- | ------------- | -------------------------------------------------------------------------------- | ------------------------------------------------------------ | -------- | ---------------------------------------------------------------------------- |
| SH 3         | 30,42         | 48,96         | I-45 / SH 6 / SH 146 à La Marque                                                 | I-45 à Houston                                               | 1952     |                                                                              |
| SH 4         | 24,45         | 39,35         | Fed. 180 à la frontière mexicaine à Brownsville                                  | Parc d'état de Boca Chica                                    | 1917     |                                                                              |
| SH 5         | 30,00         | 48,00         | FM 2786 à Fairview                                                               | US 75 à Howe                                                 | 1959     | Ancienne US 75                                                               |
| SH 6         | 476,38        | 766,66        | I-45 / SH 3 / SH 146 à La Marque                                                 | SH-6 à la frontière de l'Oklahoma près de Quanah             | 1917     |                                                                              |
| SH 7         | 212,67        | 342,26        | I-35 à Bruceville-Eddy                                                           | Future I-69 / US 84 à Joaquin                                | 1917     |                                                                              |
| SH 8         | 41,40         | 66,63         | SH 155 à Linden                                                                  | AR 41 à la frontière de l'Arkansas près de New Boston        | 1917     |                                                                              |
| SH 9         | 3,20          | 5,15          | US 190 à Copperas Cove                                                           | FM 116 à Copperas Cove                                       | 2014     |                                                                              |
| SH 10        | 8,60          | 13,84         | I-820 / SH 121 à Fort Worth                                                      | SH 183 à Euless                                              | 1979     |                                                                              |
| SH 11        | 153,16        | 246,49        | SH 56 à Sherman                                                                  | Future I-369 / US 59 à Linden                                | 1917     |                                                                              |
| SH 12        | 19,57         | 31,49         | I-10 à Vidor                                                                     | LA 12 à la frontière de la Louisiane à Deweyville            | 1959     |                                                                              |
| SH 14        | 60,15         | 96,80         | I-45 à Richland                                                                  | SH 6 près de Bremond                                         | 1917     |                                                                              |
| SH 15        | 125,15        | 201,41        | US 54 à Stratford                                                                | SH-15 à la frontière de l'Oklahoma près de Follett           | 1955     |                                                                              |
| SH 16        | 541,82        | 871,97        | US 83 à Zapata                                                                   | US 281 près de Wichita Falls                                 | 1923     | Plus longue route d'état au Texas                                            |
| SH 17        | 92,12         | 148,25        | I-20 BL à Pecos                                                                  | US 67 / US 90 à Marfa                                        | 1917     |                                                                              |
| SH 18        | 83,49         | 134,36        | NM 18 à la frontière du Nouveau-Mexique près de Kermit                           | I-10 BL / US 285 à Fort Stockton                             | 1958     |                                                                              |
| SH 19        | 186,66        | 300,40        | I-45 à Huntsville                                                                | US 82 Bus. / US 271 Bus. à Paris                             | 1917     |                                                                              |
| SH 20        | 78,06         | 125,63        | I-10 à McNary                                                                    | NM 478 à la frontière du Nouveau-Mexique à Anthony           | 1969     | Ancienne US 80                                                               |
| SH 21        | 312,50        | 502,92        | SH 80 à San Marcos                                                               | LA 6 à la frontière de la Louisiane près de San Augustine    | 1917     |                                                                              |
| SH 22        | 111,22        | 178,99        | SH 36 à Hamilton                                                                 | SH 31 à Corsicana                                            | 1917     |                                                                              |
| SH 23        | 28,70         | 46,19         | US 83 près de Canadian                                                           | SH-23 à la frontière de l'Oklahoma près de Booker            | 1959     |                                                                              |
| SH 24        | 33,16         | 53,37         | I-30 / US 67 près de Campbell                                                    | US 82 Bus. / US 271 Bus. à Paris                             | 1917     |                                                                              |
| SH 25        | 59,95         | 96,48         | US 281 à Windthorst                                                              | Red River près d'Electra                                     | 1917     |                                                                              |
| SH 26        | 18,55         | 29,85         | SH 183 à Haltom City                                                             | SH 121 à Grapevine                                           | 1980     |                                                                              |
| SH 27        | 39,05         | 62,84         | I-10 près de Mountain Home                                                       | I-10 à Comfort                                               | 1917     |                                                                              |
| SH 29        | 142,62        | 229,52        | US 83 près de Menard                                                             | SH 95 près de Taylor                                         | 1917     |                                                                              |
| SH 30        | 53,16         | 85,55         | SH 6 Bus. à College Station                                                      | SH 19 à Huntsville                                           | 1960     |                                                                              |
| SH 31        | 149,81        | 241,10        | US 84 près de Waco                                                               | US 80 à Longview                                             | 1917     |                                                                              |
| SH 32        | —             | —             | I-69E / US 77 / US 83 à Brownsville                                              | SH 4 à Brownsville                                           | proposée | Boucle au sud de Brownsville                                                 |
| SH 33        | 22,78         | 36,66         | US 60 près de Canadian                                                           | SH-33 à la frontière de l'Oklahoma dans le comté de Hemphill | 1955     |                                                                              |
| SH 34        | 130,32        | 209,73        | US 82 près de Honey Grove                                                        | I-35E à Italy                                                | 1917     |                                                                              |
| SH 35        | 207,14        | 333,36        | I-37 / US 181 près de Corpus Christi                                             | I-45 à Houston                                               | 1917     |                                                                              |
| SH 36        | 343,10        | 552,17        | US 83 Bus. à Abilene                                                             | SH 288 à Freeport                                            | 1918     |                                                                              |
| SH 37        | 92,29         | 148,53        | SH-37 à la frontière de l'Oklahoma près d'Albion                                 | US 69 à Mineola                                              | 1918     |                                                                              |
| SH 39        | 35,36         | 56,91         | US 83 près de Leakey                                                             | SH 27 à Ingram                                               | 1936     |                                                                              |
| SH 40        | 3,01          | 4,84          | FM 2154 à College Station                                                        | SH 6 à College Station                                       | 1994     |                                                                              |
| SH 41        | 50,53         | 81,32         | US 377 près de Rocksprings                                                       | I-10 près de Mountain Home                                   | 1919     |                                                                              |
| SH 42        | 35,13         | 56,54         | US 80 à White Oak                                                                | US 79 près de Price                                          | 1962     |                                                                              |
| SH 43        | 85,76         | 138,02        | Future I-369 / US 59 à Atlanta                                                   | US 79 / US 259 / SH 64 à Henderson                           | 1923     |                                                                              |
| SH 44        | 128,85        | 207,36        | US 83 près d'Encinal                                                             | SH 358 à Corpus Christi                                      | 1919     |                                                                              |
| SH 45        | 15,37         | 24,74         | RM 1826 à Austin I-35 à Austin RM 620 à Austin                                   | Loop 1 à Austin SH 130 à Austin SH 130 à Austin              | 1985     |                                                                              |
| SH 46        | 71,39         | 114,89        | SH 16 près de Boerne                                                             | SH 123 à Seguin                                              | 1919     |                                                                              |
| SH 47        | 7,15          | 11,51         | SH 21 à Bryan                                                                    | FM 60 à College Station                                      | 1987     |                                                                              |
| SH 48        | 22,27         | 35,84         | US 77 Bus. / US 281 à Brownsville                                                | SH 100 à Port Isabel                                         | 1931     |                                                                              |
| SH 49        | 60,84         | 97,91         | US 271 à Mount Pleasant                                                          | LA 2 à la frontière de la Louisiane près de Gray             | 1923     |                                                                              |
| SH 50        | 11,68         | 18,80         | SH 34 à Ladonia                                                                  | SH 24 près de Commerce                                       | 1965     |                                                                              |
| SH 51        | 5,76          | 9,27          | SH 207 près de Spearman                                                          | FM 281 / FM 760 près de Spearman                             | 1974     |                                                                              |
| SH 53        | 26,84         | 43,19         | SH 36 à Temple                                                                   | US 77 à Rosebud                                              | 1930     |                                                                              |
| SH 54        | 54,93         | 88,40         | US 62 / US 180 près de Pine Springs                                              | I-10 / US 90 à Van Horn                                      | 1923     |                                                                              |
| SH 55        | 99,39         | 159,95        | US 83 in Uvalde                                                                  | US 277 près de Sonora                                        | 1923     |                                                                              |
| SH 56        | 64,47         | 103,75        | US 82 à Whitesboro                                                               | US 82 à Honey Grove                                          | 1974     | Ancienne US 82                                                               |
| SH 57        | 1,47          | 2,37          | SH 155 à Tyler                                                                   | FM 2493 à Tyler                                              | 1994     |                                                                              |
| SH 59        | 56,18         | 90,41         | US 281 / US 380 / SH 114 / SH 199 à Jacksboro                                    | US 82 à Saint Jo                                             | 1929     |                                                                              |
| SH 60        | 69,95         | 112,57        | FM 2031 à Matagorda                                                              | SH 36 à Wallis                                               | 1923     |                                                                              |
| SH 61        | 21,43         | 34,49         | Anahuac                                                                          | US 90 à Devers                                               | 1923     |                                                                              |
| SH 62        | 29,17         | 46,94         | SH 73 près de Bridge City                                                        | US 96 à Buna                                                 | 1923     |                                                                              |
| SH 63        | 61,73         | 99,34         | US 69 à Zavalla                                                                  | LA 8 à la frontière de la Louisiane près de Burkeville       | 1923     |                                                                              |
| SH 64        | 82,18         | 132,26        | US 80 à Wills Point                                                              | US 79 / US 259 / SH 43 à Henderson                           | 1923     |                                                                              |
| SH 65        | 15,50         | 24,94         | SH 61 près d'Anahuac                                                             | SH 124 à Stowell                                             | 1961     |                                                                              |
| SH 66        | 34,97         | 56,28         | SH 78 à Garland                                                                  | US 69 / US 380 à Greenville                                  | 1961     | Ancienne US 67                                                               |
| SH 67        | 30,78         | 49,54         | US 380 / SH 16 à Graham                                                          | US 180 à Breckenridge                                        | 1923     |                                                                              |
| SH 68        | —             | —             | I-2 / US 83 à Donna                                                              | I-69C / US 281 à Edinburg                                    | proposée | Hidalgo Loop                                                                 |
| SH 70        | 315,89        | 508,38        | US 277 près de Blackwell                                                         | US 83 près de Perryton                                       | 1923     |                                                                              |
| SH 71        | 253,20        | 407,49        | US 87 / US 377 près de Brady                                                     | SH 35 à Blessing                                             | 1923     |                                                                              |
| SH 72        | 111,73        | 179,81        | SH 97 près de Fowlerton                                                          | US 77 / US 183 à Cuero                                       | 1923     |                                                                              |
| SH 73        | 42,02         | 67,62         | I-10 à Winnie                                                                    | I-10 près d'Orange                                           | 1923     |                                                                              |
| SH 74        | —             | —             | SH 360 près de l'Aéroport DFW                                                    | SH 161 près de l'Aéroport DFW                                | proposée |                                                                              |
| SH 75        | 132,63        | 213,45        | I-45 à Conroe                                                                    | I-45 à Streetman                                             | 1987     | Ancienne US 75                                                               |
| SH 77        | 46,82         | 75,35         | US 259 près de Naples                                                            | LA 1 à la frontière de la Louisiane près de Smyrna           | 1923     |                                                                              |
| SH 78        | 90,83         | 146,18        | I-30 à Dallas                                                                    | SH-78 à la frontière de l'Oklahoma à Sowell's Bluff Bridge   | 1923     |                                                                              |
| SH 79        | 96,20         | 154,82        | US 183 / US 283 à Throckmorton                                                   | SH-79 à la frontière de l'Oklahoma près de Byers             | 1923     |                                                                              |
| SH 80        | 93,30         | 150,15        | I-35 à San Marcos                                                                | SH 123 à Karnes City                                         | 1923     |                                                                              |
| SH 81        | 23,35         | 37,58         | I-35 à Hillsboro                                                                 | I-35W à Grandview                                            | 1991     | Ancienne US 81                                                               |
| SH 82        | 13,01         | 20,94         | LA 82 à la frontière de la Louisiane près de Port Arthur                         | SH 73 à Port Arthur                                          | 1975     |                                                                              |
| SH 83        | 56,07         | 90,24         | NM 132 à la frontière du Nouveau-Mexique près de Denver City                     | SH 137 à Welch                                               | 1955     |                                                                              |
| SH 84        | 8,00          | 12,90         | FM 1472 à Laredo                                                                 | I-35 à Laredo                                                | proposée |                                                                              |
| SH 85        | 76,93         | 123,81        | US 83 à Carrizo Springs                                                          | SH 97 à Charlotte                                            | 1923     |                                                                              |
| SH 86        | 149,37        | 240,39        | US 60 à Bovina                                                                   | US 287 à Estelline                                           | 1923     |                                                                              |
| SH 87        | 228,49        | 367,72        | I-45 à Galveston                                                                 | Future I-69 / US 59 / US 84 à Timpson                        | 1923     |                                                                              |
| SH 89        | 6,60          | 10,60         | US 181 / SH 188 près de Sinton                                                   | US 181 près de Sinton                                        | 1988     |                                                                              |
| SH 90        | 42,07         | 67,71         | SH 6 / SH 105 à Navasota                                                         | SH 75 à Madisonville                                         | 1923     |                                                                              |
| SH 91        | 13,61         | 21,90         | US 75 à Sherman                                                                  | SH-91 à la frontière de l'Oklahoma près de Denison           | 1994     |                                                                              |
| SH 92        | 37,93         | 61,04         | SH 70 à Rotan                                                                    | US 277 près de Stamford                                      | 1924     |                                                                              |
| SH 93        | 6,48          | 10,43         | I-369 / US 59 à Texarkana                                                        | I-30 / US 59 à Texarkana                                     | 1967     |                                                                              |
| SH 94        | 50,27         | 80,90         | SH 19 à Trinity                                                                  | I-69 BL / US 59 Bus. / US 69 Bus. à Lufkin                   | 1924     |                                                                              |
| SH 95        | 122,36        | 196,92        | US 77 Alt. près de Yoakum                                                        | US 190 / SH 36 / Loop 363 à Temple                           | 1924     |                                                                              |
| SH 96        | 6,45          | 10,38         | I-45 à League City                                                               | SH 146 à Kemah                                               | 1994     |                                                                              |
| SH 97        | 143,75        | 231,34        | I-35 à Cotulla                                                                   | US 90 à Waelder                                              | 1924     |                                                                              |
| SH 98        | 8,90          | 14,32         | US 67 près de Simms                                                              | US 82 près de New Boston                                     | 1924     |                                                                              |
| SH 99        | 123,00        | 198,00        | I-69 / US 59 à Sugar Land                                                        | SH 146 Bus. à Baytown                                        | 1994     | Grand Parkway, route de ceinture extérieure autour du nord de Houston        |
| SH 100       | 24,61         | 39,61         | I-69E / US 77 / US 83 à Russeltown                                               | Queen Isabella Memorial Bridge à Port Isabel                 | 1924     |                                                                              |
| SH 101       | 25,56         | 41,13         | SH 114 à Bridgeport                                                              | US 81 à Bowie                                                | 1975     | Ancienne US 81, US 287 et SH 114                                             |
| SH 102       | 22,76         | 36,63         | NM 421 à la frontière du Nouveau-Mexique près de Dalhart                         | US 87 près de Dalhart                                        | 1955     |                                                                              |
| SH 103       | 63,05         | 101,47        | SH 7 près de Redtown                                                             | SH 21 près de Milam                                          | 1925     |                                                                              |
| SH 104       | 11,10         | 17,90         | FM 106 à Brownsville                                                             | PR 100 à South Padre Island                                  | proposée |                                                                              |
| SH 105       | 150,37        | 242,00        | US 290 Bus. à Brenham                                                            | US 69 / US 96 / US 287 à Beaumont                            | 1925     |                                                                              |
| SH 107       | 46,09         | 74,17         | I-2 / US 83 à Mission                                                            | I-69E / US 77 à Combes                                       | 1932     |                                                                              |
| SH 108       | 33,21         | 53,45         | US 281 à Stephenville                                                            | SH 16 à Strawn                                               | 1925     |                                                                              |
| SH 110       | 77,34         | 124,47        | US 84 / Loop 62 à Rusk                                                           | US 80 à Grand Saline                                         | 1925     |                                                                              |
| SH 111       | 76,24         | 122,70        | US 183 / SH 97 près de Gonzales                                                  | SH 71 à Midfield                                             | 1925     |                                                                              |
| SH 112       | 10,43         | 16,79         | I-20 à Eastland                                                                  | US 183 près d'Eastland                                       | 1992     |                                                                              |
| SH 114       | 194,46        | 312,95        | NM 114 à la frontière du Nouveau-Mexique près de Morton                          | SH 183 à Irving                                              | 1926     |                                                                              |
| SH 115       | 106,74        | 171,78        | I-20 à Pyote                                                                     | SH 349 à Patricia                                            | 1932     |                                                                              |
| SH 118       | 155,27        | 249,88        | Parc national de Big Bend                                                        | I-10 à Kent                                                  | 1931     |                                                                              |
| SH 119       | 48,99         | 78,84         | US 87 / SH 97 à Stockdale                                                        | US 77 Alt. / US 183 près de Goliad                           | 1926     |                                                                              |
| SH 121       | 85,56         | 137,70        | US 67 à Cleburne                                                                 | SH 78 près de Bonham                                         | 1927     |                                                                              |
| SH 123       | 81,10         | 130,52        | US 181 à Karnes City                                                             | I-35 à San Marcos                                            | 1927     |                                                                              |
| SH 124       | 40,20         | 64,70         | SH 87 à High Island                                                              | US 69 / US 96 / US 287 à Beaumont                            | 1930     |                                                                              |
| SH 125       | 27,75         | 44,66         | NM 125 à la frontière du Nouveau-Mexique près de Bledsoe                         | SH 114 à Whiteface                                           | 1955     |                                                                              |
| SH 127       | 21,22         | 34,15         | US 90 à Sabinal                                                                  | US 83 à Concan                                               | 1932     |                                                                              |
| SH 128       | 13,77         | 22,16         | NM 128 à la frontière du Nouveau-Mexique près de Jal, NM                         | SH 115 près d'Andrews                                        | 1955     |                                                                              |
| SH 130       | 130,60        | 210,20        | I-35 / I-410 à San Antonio                                                       | I-35 à Georgetown                                            | 1985     |                                                                              |
| SH 131       | 33,09         | 53,25         | US 277 à Eagle Pass                                                              | US 90 près de Brackettville                                  | 1928     |                                                                              |
| SH 132       | 12,71         | 20,45         | I-35 à Devine                                                                    | I-35 à Lytle                                                 | 1991     | Ancienne US 81                                                               |
| SH 135       | 46,68         | 75,12         | US 69 à Jacksonville                                                             | US 271 près de Gladewater                                    | 1928     |                                                                              |
| SH 136       | 108,58        | 174,74        | I-40 BL à Amarillo                                                               | SH-136 à la frontière de l'Oklahoma près de Gruver           | 1929     |                                                                              |
| SH 137       | 192,24        | 309,38        | SH 163 près d'Ozona                                                              | US 385 à Brownfield                                          | 1929     |                                                                              |
| SH 138       | 6,36          | 10,24         | US 183 près de Briggs                                                            | SH 195 à Florence                                            | 1988     |                                                                              |
| SH 140       | 2,34          | 3,77          | SH 349 Bus. à Midland                                                            | I-20 / SH 158 à Midland                                      | 2012     |                                                                              |
| SH 141       | 16,27         | 26,18         | Future I-69C / US 281 près de Ben Bolt                                           | Future I-69E / US 77 à Kingsville                            | 1929     |                                                                              |
| SH 142       | 16,90         | 27,20         | I-35 à San Marcos                                                                | US 183 à Lockhart                                            | 1929     |                                                                              |
| SH 144       | 39,03         | 62,81         | SH 22 près de Meridian                                                           | US 377 Bus. à Granbury                                       | 1930     |                                                                              |
| SH 146       | 105,97        | 170,54        | I-45 / SH 3 / SH 6 à La Marque                                                   | Future I-69 / US 59 à Livingston                             | 1930     |                                                                              |
| SH 147       | 46,84         | 75,38         | SH 87 près de Shelbyville                                                        | SH 63 à Zavalla                                              | 1930     |                                                                              |
| SH 148       | 55,15         | 88,76         | US 281 / SH 114 à Jacksboro                                                      | SH 79 à Petrolia                                             | 1930     |                                                                              |
| SH 149       | 33,87         | 54,51         | Future I-369 / US 59 à Carthage                                                  | I-20 à Longview                                              | 1930     |                                                                              |
| SH 150       | 35,94         | 57,84         | I-45 près de New Waverly                                                         | Future I-69 / US 59 à Shepherd                               | 1930     |                                                                              |
| SH 151       | 10,67         | 17,17         | Loop 1604 à San Antonio                                                          | US 90 à San Antonio                                          | 1984     |                                                                              |
| SH 152       | 108,60        | 174,77        | US 87 / US 287 à Dumas                                                           | SH-152 à la frontière de l'Oklahoma près de Wheeler          | 1930     |                                                                              |
| SH 153       | 70,89         | 114,09        | US 84 / US 283 à Coleman                                                         | SH 70 près de Sweetwater                                     | 1988     |                                                                              |
| SH 154       | 99,65         | 160,37        | SH 24 à Cooper                                                                   | Loop 390 à Marshall                                          | 1930     |                                                                              |
| SH 155       | 111,75        | 179,84        | US 79 / SH 19 à Palestine                                                        | US 59 à Linden                                               | 1930     |                                                                              |
| SH 156       | 14,23         | 22,90         | SH 150 à Coldspring                                                              | US 190 à Point Blank                                         | 1930     |                                                                              |
| SH 158       | 170,16        | 273,85        | SH 302 près de Goldsmith                                                         | US 67 / US 83 à Ballinger                                    | 1930     |                                                                              |
| SH 159       | 57,73         | 92,91         | SH 71 Bus. à La Grange                                                           | US 290 / SH 6 Bus. à Hempstead                               | 1930     |                                                                              |
| SH 160       | 8,89          | 14,31         | SH 78 à Desert                                                                   | US 69 / SH 11 à Whitewright                                  | 1930     |                                                                              |
| SH 161       | 12,31         | 19,81         | SH 183 à Irving                                                                  | I-35E à Carrollton                                           | 1977     | President George Bush Turnpike                                               |
| SH 163       | 203,11        | 326,87        | US 90 à Comstock                                                                 | I-20 BL à Colorado City                                      | 1930     |                                                                              |
| SH 164       | 54,42         | 87,58         | SH 6 près de Waco                                                                | SH 75 à Buffalo                                              | 1930     |                                                                              |
| SH 165       | 0,51          | 0,82          | 7th Street à Austin                                                              | Texas State Cemetery à Austin                                | 1930     | Route indiquée uniquement dans le Texas State Cemetery                       |
| SH 166       | 43,09         | 69,35         | SH 118 près de Fort Davis                                                        | SH 17 à Fort Davis                                           | 1930     |                                                                              |
| SH 168       | 0,87          | 1,40          | SH 87 à Galveston                                                                | Installations navales de Galveston                           | 1986     |                                                                              |
| SH 170       | 6,52          | 10,49         | I-35W à Fort Worth                                                               | SH 114 à Roanoke                                             | 1988     |                                                                              |
| SH 171       | 110,85        | 178,40        | US 84 à Mexia                                                                    | US 180 à Weatherford                                         | 1932     |                                                                              |
| SH 172       | 28,47         | 45,82         | Olivia                                                                           | Loop 522 à Ganado                                            | 1932     |                                                                              |
| SH 173       | 97,34         | 156,65        | SH 16 près de Jourdanton                                                         | SH 16 près de Kerrville                                      | 1932     |                                                                              |
| SH 174       | 50,21         | 80,81         | SH 22 à Meridian                                                                 | I-35W à Burleson                                             | 1932     |                                                                              |
| SH 175       | 8,49          | 13,66         | FM 1806 à Montague                                                               | US 82 à Nocona                                               | 1932     |                                                                              |
| SH 176       | 90,00         | 144,84        | NM 176 à la frontière du Nouveau-Mexique près d'Eunice, NM                       | I-20 à Big Spring                                            | 1959     |                                                                              |
| SH 178       | 2,86          | 4,60          | NM 136 à la frontière du Nouveau-Mexique près d'El Paso                          | I-10 à El Paso                                               | 1991     |                                                                              |
| SH 179       | 8,44          | 13,58         | US 84 Bus. à Teague                                                              | SH 75 à Dew                                                  | 1932     |                                                                              |
| SH 180       | 30,38         | 48,89         | I-35W à Fort Worth                                                               | I-35E à Dallas                                               | 1991     | Ancienne US 80                                                               |
| SH 182       | 10,51         | 16,91         | US 69 à Alba                                                                     | SH 37 à Quitman                                              | 1932     |                                                                              |
| SH 183       | 35,94         | 57,84         | I-20 / I-820 à Fort Worth                                                        | I-35E / US 77 à Dallas                                       | 1932     |                                                                              |
| SH 184       | 11,08         | 17,83         | US 96 à Bronson                                                                  | SH 87 à Hemphill                                             | 1932     |                                                                              |
| SH 185       | 51,56         | 82,98         | Future I-69 Bus. / US 59 Bus. à Victoria                                         | Maple Street à Port O'Connor                                 | 1932     |                                                                              |
| SH 186       | 47,71         | 76,78         | Future I-69C / US 281 à Linn                                                     | Port Mansfield                                               | 1932     |                                                                              |
| SH 188       | 41,58         | 66,92         | I-37 près de Mathis                                                              | SH 35 Bus. près de Port Aransas                              | 1993     |                                                                              |
| SH 190       | 24,70         | 39,80         | I-35E à Carrollton                                                               | I-30 à Garland                                               | 1977     |                                                                              |
| SH 191       | 17,75         | 28,57         | Spur 450 à Odessa                                                                | Loop 250 à Midland                                           | 1978     |                                                                              |
| SH 193       | 6,48          | 10,43         | SH 108 à Mingus                                                                  | I-20 près de Gordon                                          | 1933     |                                                                              |
| SH 194       | 42,72         | 68,75         | US 385 à Dimmitt                                                                 | FM 3466 à Plainview                                          | 1933     |                                                                              |
| SH 195       | 34,73         | 55,89         | I-35 près de Georgetown                                                          | FM 439 à Fort Hood                                           | 1933     |                                                                              |
| SH 198       | 37,67         | 60,62         | SH 31 à Malakoff                                                                 | SH 64 à Canton                                               | 1933     |                                                                              |
| SH 199       | 53,25         | 85,70         | US 281 / US 380 / SH 114 à Jacksboro                                             | I-30 / US 377 à Fort Worth                                   | 1933     |                                                                              |
| SH 200       | —             | —             | SH 361 à Ingleside                                                               | Corpus Christi Home Port                                     | proposée | Proposée en 1988 mais non-construite                                         |
| SH 201       | 7,57          | 12,18         | SH 195 à Killeen                                                                 | I-14 / US 190 à Fort Hood                                    | 2002     |                                                                              |
| SH 202       | 29,77         | 47,91         | Future I-69W / US 59 à Beeville                                                  | US 77 Alt. près de Refugio                                   | 1934     |                                                                              |
| SH 203       | 39,84         | 64,12         | US 287 à Hedley                                                                  | SH-9 à la frontière de l'Oklahoma près de Wellington         | 1934     |                                                                              |
| SH 204       | 37,92         | 61,03         | US 79 à Jacksonville                                                             | US 259 près de Caro                                          | 1934     |                                                                              |
| SH 205       | 23,28         | 37,47         | US 80 à Terrell                                                                  | SH 78 à Lavon                                                | 1934     |                                                                              |
| SH 206       | 55,89         | 89,95         | US 67 à Coleman                                                                  | I-20 à Cisco                                                 | 1934     |                                                                              |
| SH 207       | 199,71        | 321,40        | US 380 à Post                                                                    | SH-207 à la frontière de l'Oklahoma près de Gruver           | 1934     |                                                                              |
| SH 208       | 145,19        | 233,66        | US 87 à San Angelo                                                               | SH 70 près de Spur                                           | 1934     |                                                                              |
| SH 210       | —             | —             | I-610 à Houston                                                                  | Minute Maid Park                                             | proposée | Proposée en 1992 mais non-construite                                         |
| SH 211       | 3,70          | 6,00          | US 90 près de Castroville                                                        | SH 16 à San Geronimo                                         | 1986     |                                                                              |
| SH 213       | 15,29         | 24,61         | SH 305 près de Lipscomb                                                          | US 60 à Higgins                                              | 1934     |                                                                              |
| SH 214       | 193,27        | 311,04        | US 62 / US 380 à Seminole                                                        | I-40 à Adrian                                                | 1935     |                                                                              |
| SH 217       | 13,59         | 21,87         | US 60 à Canyon                                                                   | Parc d'état de Palo Duro Canyon                              | 1935     |                                                                              |
| SH 218       | 3,99          | 6,42          | I-35 près de Schertz                                                             | FM 78 à Randolph Air Force Base                              | 1935     |                                                                              |
| SH 220       | 13,52         | 21,76         | SH 6 à Hico                                                                      | US 67 à Chalk Mountain                                       | 1935     |                                                                              |
| SH 222       | 59,93         | 96,45         | US 82 / SH 114 près de Guthrie                                                   | US 380 près de Throckmorton                                  | 1935     |                                                                              |
| SH 223       | 1,64          | 2,64          | US 67 / US 90 à Alpine                                                           | SH 118 à Alpine                                              | 1935     |                                                                              |
| SH 224       | 14,90         | 23,98         | SH 34 à Greenville                                                               | SH 24 / SH 50 à Commerce                                     | 1979     |                                                                              |
| SH 225       | 15,60         | 25,11         | I-610 à Houston                                                                  | SH 146 à La Porte                                            | 1935     |                                                                              |
| SH 234       | 6,42          | 10,33         | I-37 à Edroy                                                                     | US 77 / FM 631 à Odem                                        | 1936     |                                                                              |
| SH 236       | 6,86          | 11,04         | SH 36 à The Grove                                                                | FM 107 près du Parc d'état de Mother Neff                    | 1936     |                                                                              |
| SH 237       | 16,08         | 25,88         | SH 159 près d'Oldenburg                                                          | US 290 près de Burton                                        | 1936     |                                                                              |
| SH 238       | 17,68         | 28,45         | SH 185 près de Seadrift                                                          | SH 35 à Port Lavaca                                          | 1936     |                                                                              |
| SH 239       | 66,83         | 107,55        | SH 72 près de Kenedy                                                             | FM 774 à Austwell                                            | 1936     |                                                                              |
| SH 240       | 43,25         | 69,60         | US 287 près de Harrold                                                           | US 287 Bus. à Wichita Falls                                  | 1936     |                                                                              |
| SH 242       | 21,63         | 34,81         | FM 1488 à The Woodlands                                                          | I-69 / US 59 près de Splendora                               | 1985     |                                                                              |
| SH 243       | 27,91         | 44,92         | US 175 à Kaufman                                                                 | SH 64 à Canton                                               | 1937     |                                                                              |
| SH 249       | 49,44         | 79,57         | I-45 à Houston                                                                   | SH 105 près de Navasota                                      | 1988     |                                                                              |
| SH 251       | 11,51         | 18,52         | FM 926 à Newcastle                                                               | SH 79 à Olney                                                | 1937     |                                                                              |
| SH 254       | 18,54         | 29,84         | SH 16 près de Graford                                                            | US 281 à Peadenville                                         | 1937     |                                                                              |
| SH 255       | 22,45         | 36,13         | Colombia-Solidarity International Bridge à la frontière mexicaine près de Laredo | I-35 à Botines                                               | 2004     |                                                                              |
| SH 256       | 61,62         | 99,17         | SH 86 / SH 207 à Silverton                                                       | US 83 près de Buck Creek                                     | 1937     |                                                                              |
| SH 258       | 11,17         | 17,98         | SH 25 à Kadane Corner                                                            | US 82 / US 277 près de Wichita Falls                         | 1937     |                                                                              |
| SH 261       | 8,58          | 13,81         | SH 29 près de Buchanan Dam                                                       | RM 2241 près de Bluffton                                     | 1938     |                                                                              |
| SH 273       | 61,45         | 98,89         | SH 203 près de Hedley                                                            | US 60 / SH 152 à Pampa                                       | 1938     |                                                                              |
| SH 274       | 22,11         | 35,58         | SH 31 / FM 764 à Trinidad                                                        | US 175 à Kemp                                                | 1938     |                                                                              |
| SH 275       | 6,23          | 10,03         | I-45 à Galveston                                                                 | SH 87 à Galveston                                            | 1993     |                                                                              |
| SH 276       | 40,81         | 65,68         | SH 205 à Rockwall                                                                | US 69 à Emory                                                | 1960     |                                                                              |
| SH 279       | 31,52         | 50,73         | US 67 / US 84 à Brownwood                                                        | SH 206 près de Cross Plains                                  | 1938     |                                                                              |
| SH 283       | 11,78         | 18,96         | US 380 près d'Old Glory                                                          | US 277 / SH 6 à Stamford                                     | 1939     |                                                                              |
| SH 285       | 56,87         | 91,52         | SH 16 à Hebbronville                                                             | Future I-69E / US 77 à Riviera                               | 1939     |                                                                              |
| SH 286       | 15,21         | 24,48         | FM 70 à Chapman Ranch                                                            | I-37 à Corpus Christi                                        | 1939     |                                                                              |
| SH 288       | 60,01         | 96,58         | SH 36 / FM 1495 à Freeport                                                       | I-45 à Houston                                               | 1939     |                                                                              |
| SH 289       | 53,70         | 86,42         | Loop 12 à Dallas                                                                 | Elks Road près de Pottsboro                                  | 1939     |                                                                              |
| SH 290       | 24,36         | 39,20         | I-10 / SH 349 près de Sheffield                                                  | I-10 près d'Ozona                                            | 1992     | Ancienne US 290                                                              |
| SH 294       | 42,18         | 67,88         | US 79 / US 84 près de Tucker                                                     | US 69 / SH 21 à Alto                                         | 1939     |                                                                              |
| SH 300       | 18,62         | 29,97         | US 80 à Longview                                                                 | US 271 / SH 155 à Gilmer                                     | 1968     |                                                                              |
| SH 302       | 83,17         | 133,85        | US 285 près de Mentone                                                           | I-20 à Odessa                                                | 1939     |                                                                              |
| SH 304       | 42,94         | 69,11         | SH 97 près de Gonzales                                                           | SH 21 / SH 71 à Bastrop                                      | 1938     |                                                                              |
| SH 305       | 29,41         | 47,33         | US 60 à Glazier                                                                  | SH 15 près de Darrouzett                                     | 1938     |                                                                              |
| SH 308       | 1,39          | 2,24          | FM 60 à College Station                                                          | Main Street à Bryan                                          | 1938     |                                                                              |
| SH 309       | 11,68         | 18,80         | US 287 près de Round Prairie                                                     | SH 31 à Kerens                                               | 1939     |                                                                              |
| SH 310       | 6,81          | 10,96         | US 175 à Dallas                                                                  | I-45 à Hutchins                                              | 1987     | Ancienne US 75                                                               |
| SH 312       | —             | —             | US 90 Alt. à Sugar Land                                                          | I-69 / US 59 à Sugar Land                                    | proposée | Désignée mais non-construite                                                 |
| SH 315       | 26,04         | 41,91         | US 259 à Mount Enterprise                                                        | US 79 Bus. à Carthage                                        | 1939     |                                                                              |
| SH 316       | 9,07          | 14,60         | SH 238 près de Port Lavaca                                                       | Demi-tour près d'Indianola                                   | 1939     |                                                                              |
| SH 317       | 44,79         | 72,08         | I-14 / I-35 / US 190 à Belton                                                    | SH 6 à Valley Mills                                          | 1939     |                                                                              |
| SH 320       | 18,79         | 30,24         | SH 53 près de Zabcikville                                                        | SH 7 près de Marlin                                          | 1939     |                                                                              |
| SH 321       | 20,29         | 32,65         | US 90 / SH 146 à Dayton                                                          | SH 105 / Loop 573 à Cleveland                                | 1939     |                                                                              |
| SH 322       | 17,94         | 28,87         | US 259 à Henderson                                                               | I-20 à Longview                                              | 1939     |                                                                              |
| SH 323       | 12,80         | 20,60         | SH 135 à Overton                                                                 | SH 64 à Henderson                                            | 1939     |                                                                              |
| SH 326       | 24,37         | 39,22         | US 90 à Nome                                                                     | US 69 / US 287 à Kountze                                     | 1940     |                                                                              |
| SH 327       | 8,01          | 12,89         | US 69 / US 287 près de Kountze                                                   | US 96 à Silsbee                                              | 1940     |                                                                              |
| SH 329       | 62,19         | 100,09        | SH 18 à Grandfalls                                                               | US 67 / SH 349 à Rankin                                      | 1940     |                                                                              |
| SH 332       | 15,65         | 25,19         | SH 36 à Brazoria                                                                 | Surfside Beach                                               | 1939     |                                                                              |
| SH 334       | 10,12         | 16,29         | SH 274 à Seven Points                                                            | US 175 entre Mabank et Eustace                               | 1989     |                                                                              |
| SH 336       | 14,51         | 23,35         | US 281 à Hidalgo                                                                 | SH 107 à McAllen                                             | 1940     |                                                                              |
| SH 337       | 21,10         | 33,96         | US 180 à Mineral Wells                                                           | SH 16 près de Graford                                        | 1963     |                                                                              |
| SH 338       | 6,72          | 10,81         | US 259 à Rocky Branch                                                            | SH 77 à Naples                                               | 1940     |                                                                              |
| SH 339       | 45,44         | 73,13         | SH 285 près de Falfurrias                                                        | SH 16 près de Freer                                          | 1941     |                                                                              |
| SH 342       | 15,37         | 24,74         | US 77 près de Red Oak                                                            | Loop 12 à Dallas                                             | 1941     | Ancien tracé de la US 77                                                     |
| SH 345       | 8,77          | 14,11         | US 77 Bus. à San Benito                                                          | FM 106 à Rio Hondo                                           | 1942     |                                                                              |
| SH 347       | 11,44         | 18,41         | SH 87 à Port Arthur                                                              | US 69 / US 96 / US 287 à Beaumont                            | 1942     | Ancienne US 69                                                               |
| SH 349       | 197,43        | 317,73        | US 90 à Dryden                                                                   | SH 137 près de Lamesa                                        | 1943     |                                                                              |
| SH 350       | 47,90         | 77,09         | I-20 BL à Big Spring                                                             | US 84 Bus. / US 180 / SH 208 à Snyder                        | 1943     |                                                                              |
| SH 351       | 25,12         | 40,43         | US 83 Bus. à Abilene                                                             | US 180 / SH 6 près d'Albany                                  | 1943     | Ancienne US 80 Alt.                                                          |
| SH 352       | 13,62         | 21,92         | I-30 / US 69 à Dallas                                                            | US 80 à Sunnyvale                                            | 1943     |                                                                              |
| SH 354       | 21,35         | 34,36         | US 385 / FM 767 à Channing                                                       | US 87 / US 287 près de Masterson                             | 1944     |                                                                              |
| SH 356       | 8,88          | 14,29         | SH 183 à Irving                                                                  | I-35E / US 77 à Dallas                                       | 1946     |                                                                              |
| SH 357       | 11,05         | 17,78         | FM 665 à Corpus Christi                                                          | SH 358 à Corpus Christi                                      | 1946     |                                                                              |
| SH 358       | 16,86         | 27,13         | I-37 à Corpus Christi                                                            | Corpus Christi Naval Air Station à Corpus Christi            | 1946     |                                                                              |
| SH 359       | 135,23        | 217,63        | US 83 à Laredo                                                                   | US 181 à Skidmore                                            | 1954     | Ancienne US 59                                                               |
| SH 360       | 28,00         | 45,06         | US 287 à Mansfield                                                               | SH 121 à Grapevine                                           | 1955     |                                                                              |
| SH 361       | 35,29         | 56,79         | SH 22 à Corpus Christi                                                           | SH 35 à Gregory                                              | 1956     |                                                                              |
| SH 363       | —             | —             | SH 200 à Ingleside                                                               | SH 35 à Aransas Pass                                         | proposée | Proposée en 1988 mais non-construite                                         |
| SH 364       | 6,27          | 10,09         | I-2 / US 83 à Palmview                                                           | FM 2221 près de La Homa                                      | 2001     |                                                                              |
| SH 365       | —             | —             | FM 1016 à Mission                                                                | US 281 à Mission                                             | proposée | Proposée en 2010 mais non-construite                                         |
| SH 495       | 17,74         | 28,55         | SH 364 à Mission                                                                 | FM 1423 près d'Alamo                                         | 2001     |                                                                              |
| SH 550       | 4,00          | 6,40          | I-69E / US 77 / US 83 à Olmito                                                   | Port de Brownsville                                          | proposée | Route à péage en construction; lorsque complétée, la route deviendra l'I-169 |
| NASA 1       | 7,47          | 12,02         | I-45 à Webster                                                                   | SH 146 à Seabrook                                            | 1965     |                                                                              |
| SH OSR       | 61,92         | 99,65         | SH 21 près de Bryan                                                              | SH 21 à Midway                                               | 1942     |                                                                              |
| - Non-ouvert |               |               |                                                                                  |                                                              |          |                                                                              |